# Île Koko
L’île Koko est une île de Nouvelle-Calédonie appartenant administrativement à Nouméa.